# Melissa McCarthy
Melissa Ann McCarthy (* 26. srpen 1970, Plainfield, Illinois, USA) je americká herečka. Do povědomí diváku a zároveň na vrchol jí dostal úspěšný seriál Gilmorova děvčata, ve kterém si zahrála jako Sookie St. Jamesové kulinářského génia. V současné době žije v Los Angeles.

## Osobní život
8. října 2005 se provdala za svého dlouholetého přítele, herce Bena Falconeho. Pár má dvě dcery, Vivian (narozená v květnu roku 2007) a Georgette (narozena v březnu roku 2010).

## Filmografie

### Film
| Rok  | Název                            | Role                       | Poznámky                       |
| ---- | -------------------------------- | -------------------------- | ------------------------------ |
| 1998 | God                              | Margaret                   | krátkometrážní film            |
| 1999 | Go                               | Sandra                     |                                |
| 2000 | Charlieho andílci                | Doris                      |                                |
| 2000 | 460 podezřelých                  | Shirley                    |                                |
| 2000 | Auto Motives                     | Tonnie                     | krátkometrážní film            |
| 2000 | Kid                              | Servírka                   |                                |
| 2002 | Pumpkin                          | Cici Pinkus                |                                |
| 2002 | Pomoc!!! Já mám rande            | Marilyn                    |                                |
| 2002 | Bílý olandr                      | Paramedička                |                                |
| 2003 | Život Davida Galea               | Nico                       |                                |
| 2003 | Chicken Party                    | Tot Wagner                 |                                |
| 2003 | Charlieho andílci: Na plný pecky | Žena                       |                                |
| 2006 | Cook-Off!                        | Amber Strang               |                                |
| 2007 | Devítky                          | Margaret / Melissa / Mary  |                                |
| 2007 | The Captain                      | Fran                       | krátkometrážní film            |
| 2008 | Každý má svůj sen                | Selma                      |                                |
| 2008 | Pěkně hnusní lidi                | Becky                      |                                |
| 2010 | Záložní plán                     | Carol                      |                                |
| 2010 | Pod jednou střechou              | DeeDee                     |                                |
| 2011 | Ženy sobě                        | Megan Price                |                                |
| 2012 | Čtyřicítka na krku               | Catherine                  |                                |
| 2013 | Z cizího krev neteče             | Diana/Dawn Budgie          |                                |
| 2013 | Pařba na třetí                   | Cassy                      |                                |
| 2013 | Drsňačky                         | detektiv Shannon Mullins   |                                |
| 2014 | Tammy                            | Tammy Banks                | také scenáristka a producentka |
| 2014 | Miluj souseda svého              | Maggie Bronstein           |                                |
| 2015 | Špión                            | Susan Cooper               |                                |
| 2016 | Šéfka                            | Michelle Darnell           | také scenáristka a producentka |
| 2016 | Centrální inteligence            | Darla McGuckian            | cameo                          |
| 2016 | Krotitelé duchů                  | Dr. Abigail "Abby" Yates   |                                |
| 2018 | Život je večírek                 | Deanna Miles               | také scenáristka a producentka |
| 2018 | Hanebný plyšáci                  | detektiv Connie Edwards    | také producentka               |
| 2018 | Dokážete mi kdy odpustit?        | Leonore Carol "Lee" Israel |                                |
| 2019 | Pekelná kuchyně                  | Kathy Brennan              |                                |
| 2020 | Superintelligence                | Carol Peters               | také producentka               |
| 2021 | The Starling                     | Lilly Maynard              |                                |
| 2021 | Thunder Force                    | Lydia Berman               | také producentka               |
| 2022 | Thor: Láska jako hrom            | Hela                       | cameo                          |
| 2023 | Malá mořská víla                 | Uršula                     |                                |

### Televize
| Rok       | Název                           | Role                     | Poznámky                          |
| --------- | ------------------------------- | ------------------------ | --------------------------------- |
| 1997      | Jenny                           | Melissa                  | díl: „1.5“                        |
| 2000      | D.C.                            | Molly                    | 2 díly                            |
| 2000–2007 | Gilmorova děvčata               | Sookie St. James         | hlavní role, 122 dílů             |
| 2002–2005 | Kim Possible                    | DNAmy (hlas)             | 3 díly                            |
| 2004      | Larry, kroť se                  | Saleswoman               | díl: „The Surrogateô              |
| 2007–2009 | Samantha Who?                   | Dena                     | 35 dílů                           |
| 2009      | Rita Rocks                      | Mindy Boone              | díl: „Why Can't We Be Friends?“   |
| 2010      | Private Practice                | Lynn McDonald            | díl: „Best Laid Plans“            |
| 2010–2016 | Mike a Molly                    | Molly Flynn              | 127 dílů                          |
| 2011–2017 | Saturday Night Live             | Samu sebe/Moderátorka    | 5 dílů                            |
| 2012      | Tučňáci z Madagaskaru           | pštrosice Shelley (hlas) | díl: „Jak pštros o lásku prosí“   |
| 2016      | Gilmorova děvčata: Rok v životě | Sookie St. James         | díl: „Fall“                       |
| 2017      | Saturday Night Live             | Sean Spicer              | 3 díly                            |
| 2017–2018 | Nobodies                        | Samu sebe                | 8 dílů, také výkonná producentka  |
| 2020      | Little Big Shots                | Samu sebe                | 13 dílů, také výkonná producentka |
| 2021      | Nine Perfect Strangers          | Frances Welty            | 8 dílů, také výkonná producentka  |
| 2022      | God's Favorite Idiot            | Amily Luck               | 16 dílů, také výkonná producentka |